# Что случилось с Керуаком?
«Что случилось с Керуаком?» (англ. What Happened to Kerouac?) — документальный фильм Ричарда Лернера и Льюиса Макадамса 1986 года выпуска, повествующий о жизни и творчестве писателя и поэта «разбитого поколения» Джека Керуака.

## Синопсис
Лента состоит из интервью, взятых одним из режиссёров картины — Льюисом Макадамсом. В число опрошенных входят друзья Джека Керуака и люди, знавшие его при жизни — Грегори Корсо, Аллен Гинзберг, Уильям Берроуз, Гэри Снайдер, Лоуренс Ферлингетти, Герберт Ханке, Майкл Макклюр, Джон Холмс, Роберт Крили и другие, а также члены семьи Джека — его первая жена Эди Керуак-Паркер и дочь от второго брака, Жанет Мишель Керуак. Фильм включает архивные записи с Нилом Кэссиди — прообразом Дина Мориарти из произведения «В дороге», и самим Керуаком — в телевизионных передачах Стива Аллена и Уильяма Бакли. Перерывы заполнены эпизодами из жизни Америки в сопровождении отрывков из работ писателя — «В дороге», «Доктор Сакс», «Блюзы Мехико», «Видения Коди» и других.

## Отзывы
«Что случилось с Керуаком?» был встречен кинокритиками благосклонно. Автор Los Angeles Times Майкл Уилмингтон в рецензии 1986 года высоко оценил достоверность ленты, которая, по его словам, «подводит нас к Джеку Керуаку ближе, чем любой другой фильм или видеозапись». Корреспондент The New York Times Уолтер Гудман, присутствовавший на одном из первых показов картины, описал её как «трогательный и озаряющий памятник печальной фигуре, оставившей приятные воспоминания».
Критик Time Out Би Си охарактеризовал фильм как «любовно собранную мозаику из отзывов о покойном отце бит-поколения». Рецензент Chicago Reader Джей Ар Джонс в ретроспективном обзоре отметил, что «What Happened to Kerouac?, безусловно, принадлежит к высшему эшелону фильмов о битниках, главным образом потому, что Лернер и Макадамс добрались до нужных людей — собратьев по перу Керуака, которые говорят о нём и о его работе со всей откровенностью».
Обозревательница Frost Magazine Кэтрин Балавэдж, рассмотрев издание фильма на DVD, заключила, что What Happened to Kerouac? «через серию ярких виньеток и анекдотов предлагает нам честный и привлекательный образ необыкновенного таланта, показывающий, что происходит, когда слава и известность навязываются глубоко сдержанному и замкнутому человеку».